# ولن، آلبانی
ولن، آلبانی (به لاتین: Velan, Albania) یک منطقهٔ مسکونی در آلبانی است که در استان مالسی-ا-ماده واقع شده‌است.